# Vide juridique
Le vide juridique est une notion qui désigne l'absence de normes applicables à une situation donnée.
Dans certains contextes, cette notion est proche de celle de zone de non-droit (peut-être plus péjorative).

## Approches
La notion de vide juridique est utilisée avec des sens différents, dont par le théoricien du droit ou par les sociologues du droit. 
On peut distinguer deux approches différentes voire opposées de ce concept.

### Absence totale de droit ou d'application du droit
Le vide juridique est dans ce cas perçu ou présenté comme un « espace de liberté »  où tout est permis puisqu'il n'existe pas de règle de droit.   
Ceux qui soutiennent cette vision considèrent que là où quelque chose (ou une action) n'est pas interdite, elle est nécessairement autorisée, en vertu de l'article 5 de la Déclaration des Droits de l'Homme de 1789 : « Tout ce qui n'est pas défendu par la Loi ne peut être empêché, et nul ne peut être contraint à faire ce qu'elle n'ordonne pas ».  
L'absence de normes n'existant pas, le vide juridique pourrait plutôt désigner soit un champ, soit un objet, non ou peu réglementés. Les citoyens sont libres d'y agir comme bon leur semble, mais ceux qui invoquent l'article 5 ne doivent pas oublier le précédent qui énonce : « La liberté consiste à pouvoir faire tout ce qui ne nuit pas à autrui ». Cet article fait écho à la maxime de Montesquieu : « La liberté est le droit de faire tout ce que permettent les lois ».
 En revanche, les normes garantissent certaines libertés (comme celles qu'énonce le préambule de la Constitution de 1958).
Analysée par le juriste Jean Carbonnier la notion de vide juridique ne se confond pas avec celle de normes inadéquates, insuffisantes ou jugées comme telles. Or, l'expression de vide juridique est souvent employée par ceux qui contestent des normes pourtant applicables.
Le vide juridique en droit peut se distinguer du vide juridique pris dans une approche de nature sociologique.

### «Trou»dans le maillage législatif
Dans cette vision, le vide juridique désigne l'inexistence d'une règle de droit dans une situation qui nécessiterait une réglementation en raison de considérations issues du droit naturel ou de la morale, mais aussi plus simplement d'une difficile articulation de règles de droit. 
Ce sens est plutôt utilisé par « les personnes qui ressentent le droit comme étant le meilleur moyen de lier les individus et de faire respecter la liberté de chacun » afin de désigner ou dénoncer certaines lacunes de la législation. Dans un tel contexte, le terme « vide juridique » tend à avoir une connotation péjorative puisqu'il ne désigne plus un espace de liberté mais un espace sans droit, sans règles. Le vide est à combler au nom de valeurs comme l'intérêt général, le bien commun, la protection de l'individu… 
Dans ce sens, cette expression a été reprise par des journalistes, des juristes, des sociologues, etc. par exemple à propos de certains paradis fiscaux, des eaux internationales dites « offshore »  ou encore de l'Internet. 
Ces domaines seraient des zones sans droit contraignant constitué, ou des « zones où le droit pourrait plus facilement ne pas être respecté voire des zones de non-droit ». Dans cette approche, le vide juridique est perçu comme propice à l'injustice, évoquant le far-west, la loi de la jungle, la loi du plus fort… et non une liberté qui commence là où s'arrête celle des autres.

#### Vide juridique et«nouveauté»
La notion de « vide juridique » est parfois utilisée pour décrire les situations où un problème est nouveau, ou quand une solution à un problème n'a jamais été précisément explicitée, prévue ni envisagée par des textes.
C'est le cas de problèmes induits par l'apparition d'une technologie rapidement émergente à laquelle le droit existant n'était pas adapté. C'est le cas par exemple pour 
- la gestion de certaines séquelles de guerre après les guerres mondiales ;
- l'apparition de capacités technologiques permettant de modifier le vivant (transgenèse) et son brevetage ;
- certains risques émergents induits par le comportement et les propriétés nouvelles de nanoparticules ou  nanomatériaux synthétiques, issus des nanotechnologies ;
- la gestion des déchets spatiaux tournant autour de la Terre ;
- certaines formes de lutte contre des pratiques permises par la généralisation de l'informatique (téléchargement illégal, piratage informatique, hameçonnage). Ces mesures de lutte sont souvent interprétées comme des mesures visant à combler un « vide juridique », même si des auteurs tels qu'A. Bensoussan, dès 1998 estimaient déjà que l'Internet n'était pas un espace de non-droit, ni même concerné par un vide juridique[6] ; le droit français et européen et plusieurs conventions internationales contiennent un corpus juridique cadrant l'Internet[7]. Le problème relèverait plutôt d'un manque de coopération entre États, les pirates prenant soin d'opérer depuis de pays ne disposant pas d'accord d'extradition.
- La contrefaçon n'est pas clairement interdite dans certains pays.[Lesquels ?]
- certaines formes d'intelligence économique, terme désignant l'espionnage industriel, sont jugées par les uns comme bénéficiant de vides juridiques, mais non par d'autres[8].

Dans ces cas, des évolutions jurisprudentielles précèdent parfois l'apparition ou l'évolution de la loi. Avec le développement de la crémation, le statut des cendres funéraires a été précisé  par le droit funéraire.

## Dans le droit français
En droit français, le cadre de la hiérarchie des normes prédomine. Cette « hiérarchie », principalement théorisée par Hans Kelsen veut que toutes les normes soient classées par degré de supériorité (avec une obligation de conformité de chaque norme aux normes supérieures). 
Le juge a obligation de rendre une décision sur le cas d'espèce qui lui est soumis même en l'absence de loi ou de règlement. Dans ce contexte, le vide juridique est réputé ne pas exister, ou au moins ne pas pouvoir perdurer car s'il est vrai qu'il peut ne pas exister de normes précises répondant à une situation inédite ou particulière, il y aura toujours après un certain temps une législation applicable au cas d'espèce, au moins au travers de la jurisprudence. Toutefois, celle-ci a lieu a posteriori. Une première forme de « vide juridique » existe donc entre le moment où un problème jamais traité apparait et le moment où la solution jurisprudentielle à ce problème se stabilise. 
Si la même situation se reproduit, ce vide est supposé devoir se combler, car l'article 4 du Code civil établit l'interdiction au magistrat français du déni de justice. Le magistrat ne peut refuser de juger une demande présentée devant les instances judiciaires. Il doit donc produire une solution, la plus juste possible, avec les outils juridiques à sa disposition. Le magistrat n'intervient cependant que si l'injustice peut être établie. Parfois, faute de référentiel adéquat cela ne semble pas possible. Une seconde forme de « vide juridique » serait donc l'absence de possibilité de qualification d'un tort ou d'une injustice au regard de la loi.
À titre d'exemple, alors qu'il existe depuis des décennies des règles sur les brevets et la gestion des connaissances nouvelles, les savoirs traditionnels des communautés traditionnelles n'étant pas juridiquement reconnus, il a longtemps été impossible pour un plaignant de s'y référer pour faire valoir ou reconnaître devant la loi une injustice. Ce sont finalement le droit et les normes internationales qui pourraient pousser la France à intégrer les savoirs traditionnels dans sa législation. 
Il en va de même pour les droits de l'animal sauvage considéré en France comme res nullius, ce qui n'est pas le cas d'un animal domestique ou d'élevage qui ont un propriétaire responsable. En effet, prévu par l'Article 515-14 du Code Civil, le statut juridique d'un animal est admis sous la forme « de sensibilité » qui, pour autant, ne lui donne pas la personnalité juridique et le classe, « par défaut, (...) parmi les biens ».

## Droit suisse
En droit suisse, la notion de vide juridique est abordée par celle de lacune. La « vraie » lacune est la lacune praeter legem, soit une absence involontaire de règle dans le système voulu par le législateur. Elle peut être ouverte, soit le manque d’une règle pour une question qui va nécessairement se poser, ou occulte, soit le manque d’une exception pourtant nécessaire au vu du but poursuivi. En cas de lacune au sens propre, l'article 1 du Code civil prévoit un mécanisme de comblement par la coutume, et à défaut de celle-ci par le droit prétorien. 
La doctrine distingue également : 
- la lacune intra legem, qui est une délégation de compétences au tribunal soit par un renvoi à l’usage local ou par le pouvoir d’appréciation du juge
- le silence qualifié, qui est le refus volontaire du législateur de traiter une question (par exemple, le concubinage)
- la lacune de lege ferenda ou défaut de la loi (lacune improprement dite) : le défaut existe du fait des convictions de l’interprète, et non d’un manquement objectif dans le système créé par le législateur.